# Посадас
Поса̀дас (на испански: Posadas) е град в Аржентина. Разположен е в североизточна Аржентина, на река Парана. Главен град е на провинция Мисионес. Основан е на 25 март 1615 г. Пристанище на река Парана. Има жп гара. Дървообработваща и хранително-вкусова промишленост. Добре развит туризъм. Население 255 052 жители от преброяването през 2001 г.